# Заліський скарб
Заліський скарб — срібні речі візантійського провінційного виробництва VI—VII ст. н. е. (загальна вага 2951 г.), випадково знайдені 1838 року поблизу села Залісся (Чортківський район Тернопільської області). Серед речей — 16 прикрас: шийні гривни, браслети, скроневі кільця, кульчики, багато орнаментовані зерню, філігранню та інкрустацією, деякі з них позолочені. Два вироби — срібна посудина-дискос (прикрашена зображеннями птаха, пальмових листків, хрестами та розетками) і кубок — предмети церковного начиння, які використовують при богослужінні.
Зберігається в Музеї історії мистецтва у Відні.